# Richard Rybníček
Richard Rybníček (* 7. listopadu 1969, Trenčín) je slovenský novinář a bývalý ředitel Slovenské televize, předtím Tv Joj, v roce 2010 se stal primátorem města Trenčína.

## Život
Maturoval na střední ekonomické škole a vystudoval žurnalistiku na Filozofické fakultě Univerzity Komenského v Bratislavě. Hrál na bicí nástroje ve skupině Bez ladu a skladu. Pracoval jako vnitropolitický zpravodaj ČSTK (později ČTK), deníku SME a agentury SITA. V roce 1994 absolvoval odbornou stáž v Německém spolkovém sněmu v Bonnu. V roce 1995 působil jako tiskový mluvčí primátora Bratislavy. V letech 1996–1997 studoval jako stipendista Nadace Konrada Adenauera politické vědy na Univerzitě Friedricha Wilhelma v Bonnu. Předtím než připravil start televize JOJ, byl výkonným ředitelem Institutu pro veřejné otázky. V lednu 2003 jej parlament zvolil generálním ředitelem STV. 10. července 2006 se půl roku před koncem svého čtyřletého funkčního období vzdal funkce, důvodem podle něj byla nabídka společnosti Febio TV. Je ženatý s Lucií Rybníčkovou.
V prosinci 2010 se stal jako nezávislý kandidát primátorem města Trenčína.
V říjnu 2016 oznámil, že hodlá založit novou politickou stranu, která se bude jmenovat TOSKA, nakonec ale ke vzniku strany nedošlo.